# Giovanni Coppa
Giovanni Coppa (1925 – 2016) là một Hồng y người Italia của Giáo hội Công giáo Rôma. Ông hiện đảm nhận vai trò Hồng y Đẳng Phó tế Nhà thờ S. Lino. Ông từng đảm nhiệm vai trò Sứ thần Tòa Thánh tại Cộng hòa Séc trong suốt 11 năm, từ năm 1990 đến khi hồi hưu năm 2001.
Vốn là một giáo sĩ trong vai trò ngoại giao đoàn của Tòa Thánh, ông từng đảm trách vai trò Thẩm định viên của Phủ Quốc vụ khanh Tòa Thánh (1975 – 1979) trước khi trở thành Sứ thần Tòa Thánh tại Cộng hòa Séc. Song song và trong khoảng thời gian này, ông cũng kiêm thêm chức danh Sứ thần Tòa Thánh tại Slovakia (1993 – 1994). Ông được vinh thăng Hồng y ngày 24 tháng 11 năm 2007, bởi Giáo hoàng Biển Đức XVI.

## Tiểu sử
Hồng y Giovanni Coppa sinh ngày 9 tháng 11 năm 1925 tại Alba, thuộc Giáo phận Alba (Pompea), Italia. Sau quá trình tu học dài hạn tại các cơ sở chủng viện theo quy định của Giáo luật, ngày 2 tháng 1 năm 1949, Phó tế Coppa, 24 tuổi, tiến đến việc được truyền chức linh mục.
Từ ngày 19 tháng 11 năm 1975, linh mục Coppa đảm nhận vai trò trong Giáo triều Rôma với chức vị Thẩm định viên của Phủ Quốc vụ khanh Tòa Thánh.
Sau 30 năm thi hành các công việc mục vụ với thẩm quyền và cương vị của một linh mục, ngày 1 tháng 12 năm 1978, Tòa Thánh loan tin Giáo hoàng đã quyết định tuyển chọn linh mục Giovanni Coppa, 54 tuổi, gia nhập Giám mục đoàn Công giáo Hoàn vũ, với vị trí được bổ nhiệm là Tổng Giám mục Hiệu tòa Serta, Thành viên Phủ Quốc vụ khanh Tòa Thánh. Lễ tấn phong cho vị giám mục tân cử được tổ chức sau đó vào ngày 6 tháng 1 năm 1980, với phần nghi thức chính yếu được cử hành cách trọng thể bởi 3 giáo sĩ cấp cao, gồm chủ phong là đương kim giáo hoàng, Giáo hoàng Gioan Phaolô II; hai vị giáo sĩ còn lại, với vai trò phụ phong, gồm có Tổng giám mục Eduardo Martínez Somalo, Thành viên Phủ Quốc vụ khanh và giám mục Ferdinando Maggioni, giám mục phụ tá Tổng giáo phận Milan. Tân giám mục chọn cho mình châm ngôn:SOBRIA EBRIETAS SPIRITUS.
Mười năm công tác trong Giáo triều Rôma của Tổng giám mục Giovanni Coppa kết thúc bằng quyết định của Tòa Thánh ấn ký vào ngày 30 tháng 6 năm 1990, khi Tòa Thánh quyết định thuyên chuyển, bổ nhiệm Giám mục này làm Sứ thần Tòa Thánh tại Cộng hòa Séc. Trong thời kỳ này, ông cũng kiêm nhiệm thêm vai trò Sứ thần Tòa Thánh tại Slovakia trong một khoảng thời gian ngắn, từ ngày 1 tháng 1 năm 1993 đến ngày 2 tháng 3 năm 1994. Ông đảm trách vai trò tại Séc cho đến ngày 19 tháng 5 năm 2001, khi Tòa Thánh chấp thuận đơn xin hồi hưu của ông vì lý do tuổi tác theo Giáo luật.
Bằng việc tổ chức công nghị Hồng y năm 2007 được cử hành chính thức vào ngày 24 tháng 11, Giáo hoàng Biển Đức XVI đưa ra quyết định vinh thăng Tổng giám mục Giovanni Coppa tước vị danh dự của Giáo hội Công giáo, Hồng y. Tân Hồng y thuộc Đẳng Hồng y Phó tế và Nhà thờ Hiệu tòa được chỉ định là Nhà thờ S. Lino. Tân Hồng y đã đến nhà thờ hiệu tòa của mình và cử hành các nghi thức nhận chức vụ này sau đó vào ngày 27 tháng 1 năm 2008.
Ngày 16 tháng 5 năm 2016, ông qua đời, thọ 91 tuổi.